# (31607) 1999 GQ5
(31607) 1999 GQ5 est un astéroïde de la ceinture principale d'astéroïdes découvert en 1999.

## Description
(31607) 1999 GQ5 a été découvert le 15 avril 1999 à l'observatoire Gekko, situé à Shizuoka (Japon), par Tetsuo Kagawa.

### Caractéristiques orbitales
L'orbite de cet astéroïde est caractérisée par un demi-grand axe de 2,68 ua, un périhélie de 2,55 ua, une excentricité de 0,05 et une inclinaison de 3,27° par rapport à l'écliptique. Du fait de ces caractéristiques, à savoir un demi-grand axe compris entre 2 et 3,2 ua et un périhélie supérieur à 1,666 ua, il est classé, selon la JPL Small-Body Database, comme objet de la ceinture principale d'astéroïdes.

### Caractéristiques physiques
(31607) 1999 GQ5 a une magnitude absolue (H) de 14,2 et un albédo estimé à 0,229.